# Domènec Balmanya
Domènec Balmanya Perera (* 29. Dezember 1914 in Girona; † 14. Februar 2001 in Barcelona) war ein spanischer Fußballspieler und -trainer. 1966 bis 1968 trainierte er die spanische Nationalmannschaft.

## Spielerkarriere
Balmanya wechselte 1935 von seinem Heimatklub FC Girona zum FC Barcelona, für den er am 10. November 1935 beim Derby gegen Espanyol Barcelona (0:1) debütierte. In seiner ersten Saison, 1935/36, bei Barcelona gewann er die katalanische Meisterschaft und zog ins Finale des spanischen Pokals ein. Die darauffolgende spanische Meisterschaft wurde aufgrund des spanischen Bürgerkriegs nicht ausgetragen. Trotzdem organisierten 1937 einige republikanische Klubs um Barcelona eine Mittelmeerliga, die Barcelona schließlich gewann. 1937 trug der FC Barcelona einige Spiele in den USA aus, um wieder Geld in die klammen Kassen zu schaffen. Letztlich nutzten einige Spieler von Barcelona die Gelegenheit, um ins Exil zu gehen und so schloss sich Balmanya wie sein Teamkollege Josep Escolà dem französischen Klub FC Sète an. 1941 kehrten die beiden Spieler aus dem Exil zu Barça zurück. In der Saison 1941/42 entging man dabei knapp den Abstieg aus der Primera División, nachdem man die Relegationsspiele gegen Real Murcia für sich entschied. Jedoch gewann die Mannschaft im selben Jahr den spanischen Pokal.
Zwischen 1935 und 1944 spielte Balmanya 4 Mal für die Katalanische Fußballauswahl.

## Trainerkarriere
Balmanyas erste Trainerstation war Gimnàstic de Tarragona, mit dem er allerdings umgehend aus der ersten spanischen Liga abstieg. Nach weiteren Stationen bei FC Girona und Real Saragossa, konnte er bei Real Oviedo 1955 seinen ersten kleinen Erfolg als Trainer feiern. Real Oviedo erreichte den zweiten Platz in der Segunda División, scheiterte letztlich aber in den Playoffs zum Aufstieg. Zwischen 1956 und 1958 war er Trainer des FC Barcelona und trainierte hier Größen wie Velasco, Joan Segarra, Antoni Ramallets, László Kubala, Luis Suárez und Evaristo. In seinen zwei Spielzeiten bei Barcelona wurde er jeweils Dritter in der Liga und gewann den spanischen Pokal 1957 und den Messepokal 1958.
Zwischen 1960 und 1962 coachte er den FC Valencia, den er 1962 ins Messepokal-Finale führte. Dieses musste allerdings aufgrund einer Überlappung mit der WM 1962 verschoben werden. Als das Finale, das Valencia schließlich gegen den FC Barcelona gewann, dann ausgetragen wurde, war Balmanya bereits nicht mehr Trainer von Valencia. In der Saison 1963/64 war er Trainer von Betis Sevilla. In der darauffolgenden Saison führte er CD Málaga zum Aufstieg in die Primera División. Bereits ein Jahr später gewann er als Coach von Atlético Madrid in der Saison 1965/66 die spanische Meisterschaft. Dieser Erfolg machte ihn 1966 zum Nationaltrainer der spanischen Nationalmannschaft, die er bis 1968 in 11 Länderspielen coachte.

## Erfolge
Spieler:
- Copa del Generalísimo: 1942
- Katalanische Meisterschaft: 1936
- Liga Mediterránea: 1937

Trainer:
- Copa del Generalísimo: 1957
- Messepokal: 1958
- Spanische Meisterschaft: 1966